# Ianthopsis multispinosa
Ianthopsis multispinosa là một loài chân đều trong họ Acanthaspidiidae. Loài này được Vanhöffen miêu tả khoa học năm 1914.